# Malmön (Köping)
Malmön is een plaats in de gemeente Köping in het landschap Västmanland en de provincie Västmanlands län in Zweden. De plaats heeft 72 inwoners (2005) en een oppervlakte van 21 hectare.